# Ganga de Namaqua
La ganga de Namaqua (Pterocles namaqua) és una espècie d'ocell de la família dels pteròclids (Pteroclididae) que habita zones àrides de l'oest i sud d'Angola, Namíbia, Botswana, sud-oest de Zimbàbue i Sud-àfrica.